# اسردنکولیمسک
شهر اسردنکولیمسک (به روسی: Среднеколымск) در کشور روسیه و در جمهوری یاقوتستان واقع شده‌است.

## Weblinks
www.srednekolymsk.ru